# Lithobius ferganensis
Lithobius ferganensis är en mångfotingart som först beskrevs av Trotzina 1894.  Lithobius ferganensis ingår i släktet Lithobius och familjen stenkrypare.

## Underarter
Arten delas in i följande underarter:
- L. f. ferganensis
- L. f. tridens